# Вбивство Яна Куцяка

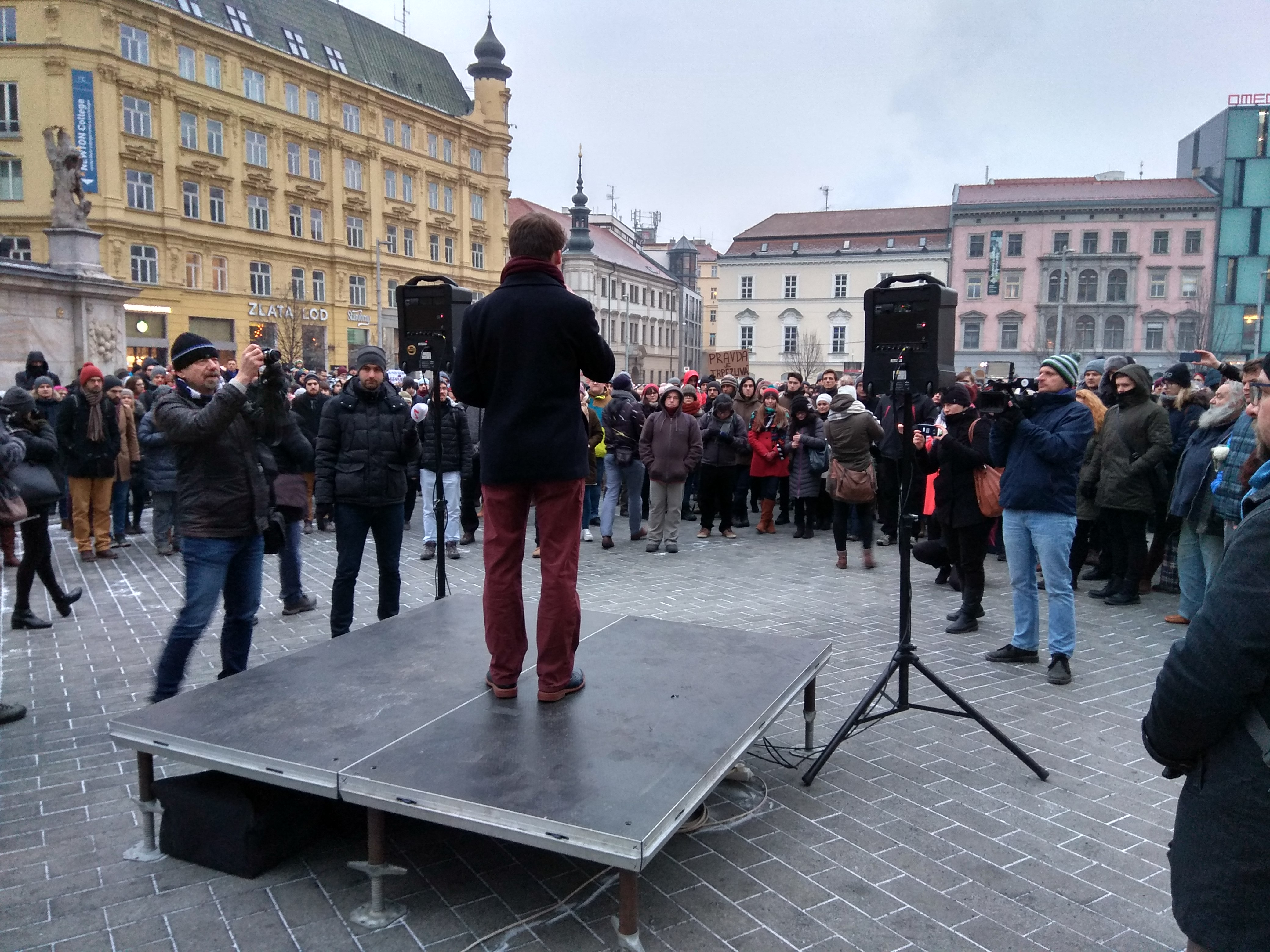
Демонстрація 2 березня 2018 року у Брно, Чехія

Ян Куцяк (17 травня 1990 — 21 лютого 2018) — словацький журналіст, який разом зі своєю подругою Мартіною Кушніровою, такого ж віку, був застрелений 25 лютого 2018 року в своєму домі у селі Велька Мача, округ Галанта, Словаччина. Куцяк, який працював репортером сайту новин Aktuality.sk, зосереджувався головним чином на розслідуванні податкового шахрайства кількох бізнесменів, пов'язаних із словацькими політиками вищого рівня.
Куцяк — перший журналіст, який убитий у Словаччині. Вбивство спричинило масові протести і загальне потрясіння по всій країні. 21 жовтня 2019 року Спеціальна прокуратура Словаччини передала до суду обвинувальний акт проти одного з найбагатших бізнесменів Словаччини Маріана Кочнера та чотирьох осіб: Альони Шушової, Томаша Шабо, Мирослава Марчека та Золтана Андруско.

## Вбивство
Куцяк помер у віці 27 років. Він жив у селі Велька Мача за 65 км на схід від столиці країни Братислави. Вранці 26 лютого родичі журналіста викликали поліцію, після того як кілька телефонних дзвінків до журналіста залишилися без відповіді. В будинку поліція виявила вбитими Куцяка і його наречену Мартіну Кушнірову. Куцяка було розстріляно в груди, а Кушнірову вбито пострілом у голову. Злочин відбувся між 22 і 25 лютого. В березні 2018 року поліція повідомила, що вбивство сталося 21 лютого.

## Наслідки
Вбивство журналіста викликали шок і потрясіння по Словаччині. На наступний день після того, як інформація з'явилась у ЗМІ, були організовані зібрання людей для вшанування пам'яті. Учасники зборів запалювали свічки на Словацькій національній площі повстань у Братиславі та перед редакцією Aktuality.sk, де працював Куцяк. Подібні зібрання також пройшли в чеських містах Празі та Брно. Президент Андрей Кіска стверджує, що він «був шокований через те, що щось подібне могло статись в Словаччині».
28 лютого Єврокомісар з питань бюджету Гюнтер Етінгер заявив, що Єврокомісія розслідуватиме можливі махінації з субсидіями ЄС.
3 березня відбулися масові 20-тисячні акції протесту у столиці Словаччини Братиславі. Акції пройшли також у багатьох словацьких містах і навіть за кордоном — у Британії, Франції, Бельгії, Канаді. Основні вимоги — зупинити вплив мафії у країні. Деякі інші демонстранти також вимагали відставки уряду.

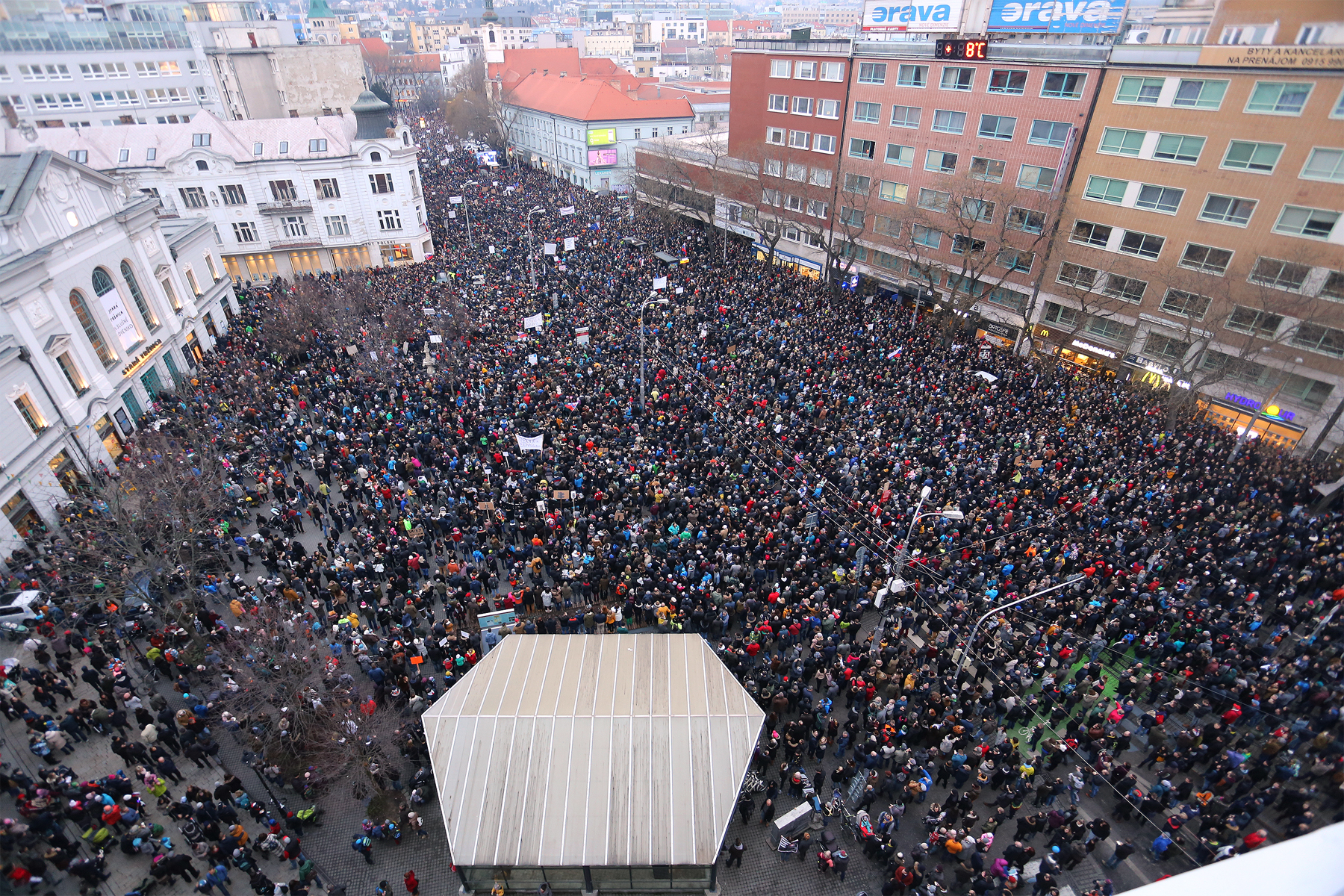
Протест у Братиславі 9 березня 2018

15 березня на тлі політичної кризи в Словаччині прем'єр-міністр країни Роберт Фіцо пішов у відставку.

## Розслідування
Того ж ранку на прес-конференції, голова Словацької поліції Тібор Гашпар заявив, що вбивства «можуть мати відношення до розслідувань Куцяка». Уряд Словаччини запропонував € 1 млн за інформацію про вбивць. Прем'єр-міністр Роберт Фіцо заявив про це під час прес-конференції разом з міністром внутрішніх справ Робертом Калиняком та головою поліції Тибором Гашпаром. Під час прес-конференції, яка була названа «сюрреалістичною», вони виставили пакети банкнот на суму одного мільйона євро, які уряд пообіцяв дати тим, хто надасть відповідну інформацію, яка могла б допомогти прояснити вбивство. Крім того, прем'єр-міністр Фіцо оголосив про створення міжвідомчої цільової групи з залученням співробітників Генеральної прокуратури, спецпрокуратури, Міністерства внутрішніх справ та спецслужб Словацької інформаційної служби у спробі розкрити цю справу.
Під час вбивства Куцяк працював над доповіддю про словацькі зв'язки італійського організованого злочинного синдикату під назвою «Ндранхета». Він раніше писав про організоване податкове шахрайство з участю бізнесменів, близьких до урядущої партії Смер-СД з її лідером - Робертом Фіцо. 28 лютого Aktuality.sk опублікував останню та незавершену історію Куцяка. У цій статті йдеться про діяльність італійських бізнесменів, пов'язаних з організованою злочинністю, які поселилися у Східній Словаччині та витратили роки на вилучення коштів Європейського Союзу для цього відносно бідного регіону, а також їх зв'язки з високопоставленими державними чиновниками, такими як Віліям Ясань, депутат та секретар Ради національної безпеки Словаччини, або Марія Трошкова, колишня гламурна модель, яка стала «головним державним радником» прем'єр-міністра Роберта Фіцо. Обидва, Яшань і Трошкова, відмовилися від відпустки в той же день, заявивши, що вони повернуться на свої посади після завершення розслідування. Незабаром після цього міністр культури Словаччини Марек Мадяріч заявив про свою відставку.
За даними словацького Проекту з розслідування корупції та організованої злочинності (OCCRP) взимку 2018 року перекладачка з італійської та помічниця бізнесмена Маріана Кочнера Альона Шушова замовила вбивство Яна Куцяка власнику піцерії Золтану Андруско за 50 тис. євро та скасування боргу розміром 20 тис. євро. Золтан найняв колишніх поліцейського Томаша Шабо та військового Мирослава Марчека, які перед вбивством стежили за домом журналіста декілька днів. 21 лютого вбивця зайшов в будинок та пострілом в голову застрелив Мартіну, яка знаходилася в кухні. На звук пострілу з підвалу піднявся Ян і отримав дві кулі в груди. Пізніше Мирослав Марчек зізнався, що саме він безпосередньо вбив журналіста та його дівчину. 
21 жовтня 2019 року Спеціальна прокуратура Словаччини передала до суду обвинувальний акт проти Маріана Кочнера, Альони Шушової, Томаша Шабо, Мирослава Марчека та Золтана Андруско.
13 січня 2020-го у вбивстві Куцяка зізнався колишній військовий Мирослав Марчек, 6 квітня його було засуджено на 23 роки позбавлення волі. 
2 вересня суд виправдав бізнесмена Маріана Кочнера, якого підозрювали в організації вбивства Куцяка та Кушнірової. Окрім того, виправдано Олену Жужову, яку підозрювали у посередництві. Томаша Сабо визнали винним у керуванні  авто, на якому втекли злочинці, він отримав 25 років в'язниці.

### Арешти
1 березня, через чотири дні після вбивств, озброєні підрозділи елітного національного агентства з питань злочинності (NAKA), яке очолює словацькі поліцейські корпуси, провели рейди у кількох місцях у східній Словаччині, а саме в містах Михайлівці та Требишів. Антонін Вадала, італійський підприємець, згаданий у доповіді Куцяка, був затриманий разом з його двома братами Себастьяно та Бруно, а також з двоюрідним братом П'єтро Капорта та кількома іншими чоловіками італійського походження.
2 березня поліція звільнила шістьох підозрюваних у вбивстві журналіста Куцяка.